# Keele (reka)
Keele (angleško Keele River) je reka v zahodnih predelih Severozahodnih teritorijev v Kanadi, ki se izliva v glavno strugo Mackenziejeve reke.
Ker je del porečja Mackenziejeve reke, je reka Keele s svojim porečjem tudi del največjega rečnega sistema v Kanadi. Izvira iz majhnega jezera v gorovju Selwyn, v neposredni bližini meje med Severozahodnimi teritoriji in Jukonom, približno 25 kilometrov južno od gorskega prelaza Macmillan.
Večji del porečja reke Keele leži znotraj redko poseljene krajine gorovja Mackenzie in območja alpske tundre. V njegovih višjih predelih so pogoste brzice in soteske. Glavna struga je dolga približno 410 kilometrov. Večinoma teče v vzhodni smeri skozi gorovja Backbone in Canyon. Vanjo se z desne strani izliva reka Natla, nizvodno pa je na levem bregu ustje reke Twitya. V nižinskih predelih je glavna struga reke Keele razvejana in plitva. Največji vodostaji v rekah in potokih tega porečja so junija, ko pride do tajanja snega v gorovju Mackenzie.
Ustje reke Keele je na levem bregu glavne struge Mackenziejeve reke, približno 15 kilometrov nizvodno od ustja reke Redstone in približno 50 kilometrov vzvodno od ustja Velike medvedje reke pri naselju Tulita, ki pa leži na desnem bregu glavne struge Mackenziejeve reke.